# Wanamingo (Minnesota)
Pour les articles homonymes, voir Wanamingo.
Wanamingo est une ville américaine située dans le Comté de Goodhue, dans le Minnesota. Selon le recensement de 2010, sa population est de 1 086 habitants.

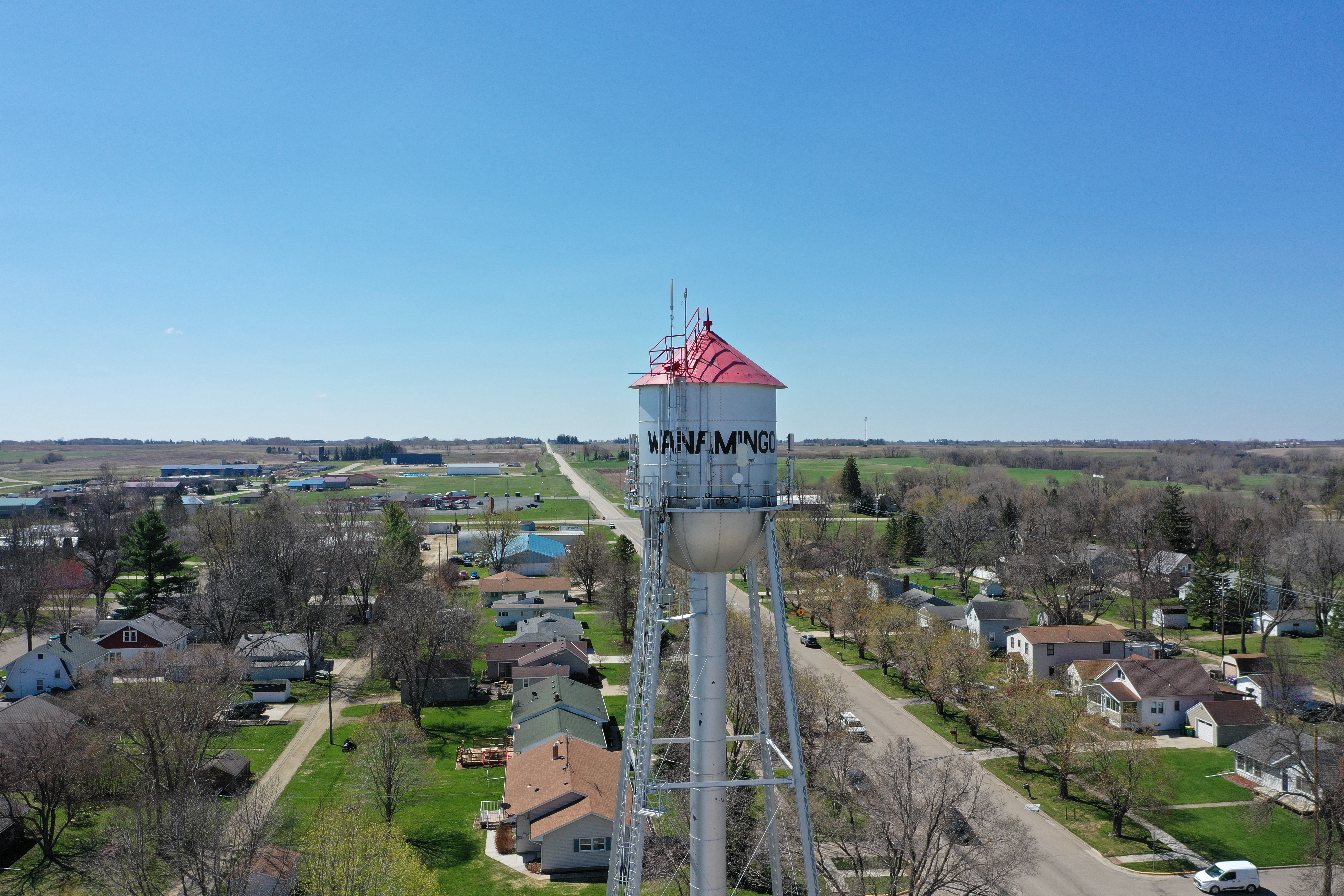
Château d'eau historique de Wanamingo